# بان‌قلعه
بان‌قلعه یا قلعه خسرو (به کردی: بان‌قه‌ڵا) قلعه‌ای تاریخی در شهر قصر شیرین در استان کرمانشاه است.

## موقعیت
بان‌قلعه در داخل شهر قصر شیرین و در خیابان مدرس این شهر قرار دارد.

## قدمت
قدمت بان‌قلعه به درستی مشخص نیست، اما گفته می‌شود که این اثر از دوران خسرو پرویز پادشاه ساسانی به جای مانده‌است.

## ویژگی‌های ساختمانی
بنای بان‌قلعه هم‌اکنون آسیب بسیاری دیده و به کلی به ویرانه تبدیل شده‌است. این بنا به صورت تپهٔ نسبتاً بزرگی دیده می‌شود که تنها دیوار و برج‌های ساخته‌شده در ضلع غربی آن قابل مشاهده است.
ژاک دو مورگان نقشه‌ای از بان‌قلعه ترسیم کرده‌است که آن را به صورت سکوی مربع شکلی به ابعاد ۱۴۵ در ۱۴۵ متر نشان می‌دهد. در بالای سکو مجموعه‌ای از واحدهای ساختمانی قرار داشته‌است. راه دسترسی به این واحدها از طریق پلکانی بوده که در ضلع شمالی قرار داشته‌است. شش برج مربع شکل مستحکم در هر ضلع این سکو قرار داشته و در اطراف این برج‌ها نیز راهروهایی قرار داشته‌است. دمورگان با مطابقت بقایای موجود نتیجه گرفته که راهروی شمالی به عرض ۱/۸۵ و طول ۱۴۵ متر و راهروی غربی به عرض ۲/۱۰ متر و طول ۱۴۵ متر بوده و این راهروها راه دیگری برای دسترسی به واحدهای داخلی مجموعه را فراهم می‌آورده‌اند. در حال حاضر واحدهای ساختمانی بالای سکو و همچنین راهرو و پلکان‌های دسترسی در زیر خاک مدفون شده و تنها بخشی از دیوار و برج‌های جبههٔ غربی آن قابل تشخیص است.